# Карпенко Олена Юріївна
Карпенко Олена Юріївна (18 липня 1967, Чернівці) — мовознавець, доктор філологічних наук, професор Одеського національного унівесрситету імені І. І. Мечникова.

## Біографія
Карпенко Олена Юріївна народилася 18 липня 1967 року в Чернівцях в родині науковців-філологів.
У 1989 році закінчила з відзнакою факультет романо-германської філології Одеського державного університету ім. І. І. Мечникова  за спеціальністю англійська мова та література. Учениця професора В. А. Кухаренко.
У 1992 році захистила кандидатську дисертацію на тему «Комунікативно-прагматичний потенціал власних назв у науково-фантастичному тексті» в Одеському державному університеті ім. І. І. Мечникова, а докторську дисертацію — «Когнітивна ономастика як спосіб пізнання власних назв» у 2007 році в Київському національному університеті ім. Т. Г. Шевченка.
Вчене звання доцента кафедри лексикології та стилістики здобула у 1998 році, вчене знання професора кафедри граматики англійської мови  — у 2011 році. Проходила стажування в Університеті Сент-Ендрюс (Шотландія) у 1995 році.
В 1992  — 2008 роках  працювала викладачем, старшим викладачем, доцентом  кафедри лексикології та стилістики англійської мови. З 2008 року завідує кафедрою граматики англійської мови.
Автор  понад 80 наукових публікацій, зокрема  монографії «Проблематика когнітивної ономастики» та навчального посібника з грифом МОН «Когнітивна ономастика».

## Наукова діяльність
Коло наукових зацікавлень — психолінгвістика, структура ментального лексикону, фреймова ономастика, когнітивна ономастика, трансформація онімів у мовній ментальності, питання літературної ономастики.
Викладає низку теоретичних та практичних курсів: історія англійської мови, психолінгвістика, когнітивна ономастика, ономастика в аспекті перекладу, синтаксис сучасної англійської мови, інтерпретація художніх, публіцистичних та наукових текстів. Розробила новий напрям вивчення власних назв — когнітивну ономастику.
Докторське дослідження  «Когнітивна ономастика як напрям пізнання власних назв» проводилося на матеріалі кількох мов (української, російської, англійської та ін.) та стало орієнтиром для розвитку когнітивного напряму в національній та зарубіжній ономастиці, адже їй вдалося на основі сучасних досягнень підняти теоретичне і практичне надбання до усвідомлення його як важливої частини когнітивно-комунікативної системи мови й аргументовано проаналізувати найактуальніші проблеми когнітивної ономастики, а саме:[джерело?]:
1) впровадження нової методології концептуального аналізу власних назв, які виявляють значну специфіку в ментальному лексиконі;
2) з'ясування когнітивної і текстової ролі онімів та особливостей набуття ними статусу концептів;
3) визначення співвідношення між мовним символом і концептом та між власною назвою й апелятивом;
4) аналіз структури реальних, віртуальних або сакральних ономастичних фреймів: антропонімічного, топонімічного, теонімічного, ергонімічного та ін.;
5) вивчення взаємокогнітивних (концептуальних) і психолінгвістичних (типів асоціацій).
Є членом спеціалізованих вчених рад з захисту кандидатських та докторських дисертацій у ОНУ ім. І. І. Мечникова, Південноукраїнському національному педагогічному університеті ім. К. Д. Ушинського та Національної академії наук України.
З 2012 року є керівником держбюджетної науково-дослідної теми «Когнітивно-дискурсивна категоризація різнорівневих мовних й мовленнєвих явищ в синхронії та діахронії» (Держ. № 0113U002692, № 102, наказ по ОНУ № 3946 — 18 від 23.10.2012 р.).
З 2010 року є головним редактором фахового збірника наукових праць «Записки з ономастики», членом редакційних колегій фахових видань: «Логос ономастики», «Записки з романо-германської філології», «Слов'янський збірник» та  «Проблеми прикладної лінгвістики».
Працювала членом експертної комісії ВАК України. Є дійсним членом Української ономастичної комісії Національної академії наук України та Української асоціації когнітивної лінгвістики і поетики. Є членом міжнародних наукових ономастичних організацій  American Names Society та ICOS, керівником наукової школи «Одеська ономастична школа»; дійсний член Української ономастичної комісії Національної академії наук України та Української асоціації когнітивної лінгвістики і поетики.

## Праці
- Функції онімії у фантастичному творі: оповідання А. Бестера "Time Is the Traitor" / О. Ю. Карпенко // Записки з ономастики. – 2001. – Вип. 5. – С. 91-98. [Архівовано 24 квітня 2017 у Wayback Machine.]
- Символіка онімів-концептів / О. Ю. Карпенко // Вісник Черкаського університету. Серія : Філологічні науки. — 2003. — Вип. 46. — С. 10-16.
- Трансформація та заміна власних назв як концептуальна перебудова / О. Ю. Карпенко // Волинь-Житомирщина : іст.-філол. зб. з регіон. пробл. — 2003. — Вип. 10. — С. 154-161.
- Ментальна організація власних назв / О. Ю. Карпенко // Мовознавство. — 2004. — № 4. — С. 25-34.
- Роль власних назв у когнітивній обробці та переробці інформації / О. Ю. Карпенко // Восточноукраинский лингвистический сборник. — 2004. — Вып. 9. — С. 58-67.
- Об'єктивне й суб'єктивне в ментальному бутті онімів / О. Ю. Карпенко // Ономастики і апелятиви. — 2005. — Вип. 24. — С. 26-32.
- Пряме й образне осмислення онімів у асоціативному експерименті / О. Ю. Карпенко // Наукові записки Тернопільського державного університету. Серія : Мовознавство. — 2005. — Т. 1 (13). — С. 68-80.
- Структура і специфіка індивідуального теонімічного фрейму / О. Ю. Карпенко // Науковий вісник Херсонського державного педагогічного університету. Серія : Лінгвістика. — 2005. — Вип. 2. — С. 355-363.
- Асоціативне визначення семантичного наповнення онімічних концептів / О. Ю. Карпенко. — Горлівка ; Донецьк, 2005. — 17 с.
- Асоціативний словник — шлях до сутності власної назви / О. Ю. Карпенко // Logos onomastike. — 2006. — № 1. — С. 8-21.
- Проблематика когнітивної ономастики : монографія / О. Ю. Карпенко. — Одеса : Астропринт, 2006. — 325 с.
- Визначення наявності оніма у ментальному лексиконі / О. Ю. Карпенко // Наукові записки Тернопільського національного педагогічного університету. Серія : Мовознавство. — 2007. — Т. 1 (16). — С. 81-90.
- Структура індивідуального ергономічного фрейму / О. Ю. Карпенко // Записки з ономастики. – 2007. – Вип. 10. – С. 11-22. [Архівовано 24 квітня 2017 у Wayback Machine.]
- Організація індивідуального зоонімічного фрейму / О. Ю. Карпенко // Вісник Донецького університету. Серія Б : Гуманітарні науки. — 2008. — Вип. 1. — С. 55-59.
- Хрематонімічний фрейм та фантазії ономастів навколо нього / О. Ю. Карпенко // Studia slovakistica. — 2008. — Вип. 8. — С. 169-176.
- Фреймове групування космонімів / О. Ю. Карпенко // Studia slovakistica. — 2009. — Вип. 10 : Ономастика. Топоніміка. — С. 77-85.
- Когнітивна ономастика : навч. посіб. / О. Ю. Карпенко. — Одеса : Фенікс, 2010. — 158 с.
- Хрононімічна трансонімізація топонімів / О. Ю. Карпенко // Записки з романо-германської філології. – 2010. – Вип. 25. – С. 116-121. [Архівовано 24 квітня 2017 у Wayback Machine.]
- Інвективні сайтоніми / О. Ю. Карпенко, М. Ю. Карпенко // Науковий вісник Південноукраїнського державного педагогічного університету ім. К. Д. Ушинського. Серія : Педагогічні науки. Психологічні науки. Лінгвістичні науки. — 2011. — № 13 : Лінгвістичні науки. — С. 145-151.
- Stages of de-onymization process / Karpenko, E. // Записки з ономастики. – 2011. – № 14. – С. 90-96. [Архівовано 24 квітня 2017 у Wayback Machine.]
- Використання методів НЛП в ономастичних дослідженнях / О. Ю. Карпенко // Вісник Одеського національного університету. – 2013. – Т. 18, вип. 2(6) : Філологія. – С. 59-62. [Архівовано 24 квітня 2017 у Wayback Machine.]
- Проблеми сучасної ономастичної термінології / О. Ю. Карпенко, Н. М. Тхор, І. П. Попік // Слов'янський збірник. — 2014. — Вип. 18 : Пам`яті члена-кореспондента НАН України, доктора філологічних наук, професора Ю. О. Карпенка (1929-2009) з нагоди його 85-річчя з дня його народження. — С. 29-34.
- Індивідуальний ергонімічний фрейм / О. Ю. Карпенко // Записки з романо-германської філології. – 2015. – Вип. 1 (34). – С. 53-59. [Архівовано 24 квітня 2017 у Wayback Machine.]
- Когнітивна ономастика / О. Ю. Карпенко // Інтегральна теорія англомовної комунікації : колективна монографія учнів : присвяч. Ірині Михайлівні Колегаєвій з нагоди 65-річчя від дня народження. — Одеса : Одеська міська друкарня (КП ОМД), 2015. — С. 13-64.

## Родина
- Батько: Карпенко Юрій Олександрович  — доктор філологічних наук, професор,  член-кореспондент НАНУ, завідував кафедрами загального мовознавства, російської мови, української мови Одеського  університету.
- Мати: Карпенко Муза Вікторівна — кандидат філологічних наук, доцент, була викладачем кафедри російської мови Одеського університету.